# Karlstad
Pour les articles homonymes, voir Karlstadt.
Karlstad (Carlstadt en français) est une ville située dans l'ouest de la Suède, sur la rive nord du grand lac Vänern, sur le delta du fleuve Klarälven. Elle possède une position relativement centrale dans le pays, approximativement à égale distance de Stockholm, Göteborg et Oslo. Elle est le chef-lieu de la commune de Karlstad et du comté de Värmland. Avec 61 685 habitants, c'est la 17e plus grande ville de Suède.
La ville fut fondée en 1584, mais l'emplacement était déjà habité depuis le Moyen Âge. Son économie se développa alors grâce à son port, exportant le bois et le minerai du Värmland. De nos jours, les hautes technologies et services se sont ajoutées à l'économie de la ville, ce qui devrait encore s'accentuer grâce à sa récente université.

## Géographie

### Localisation

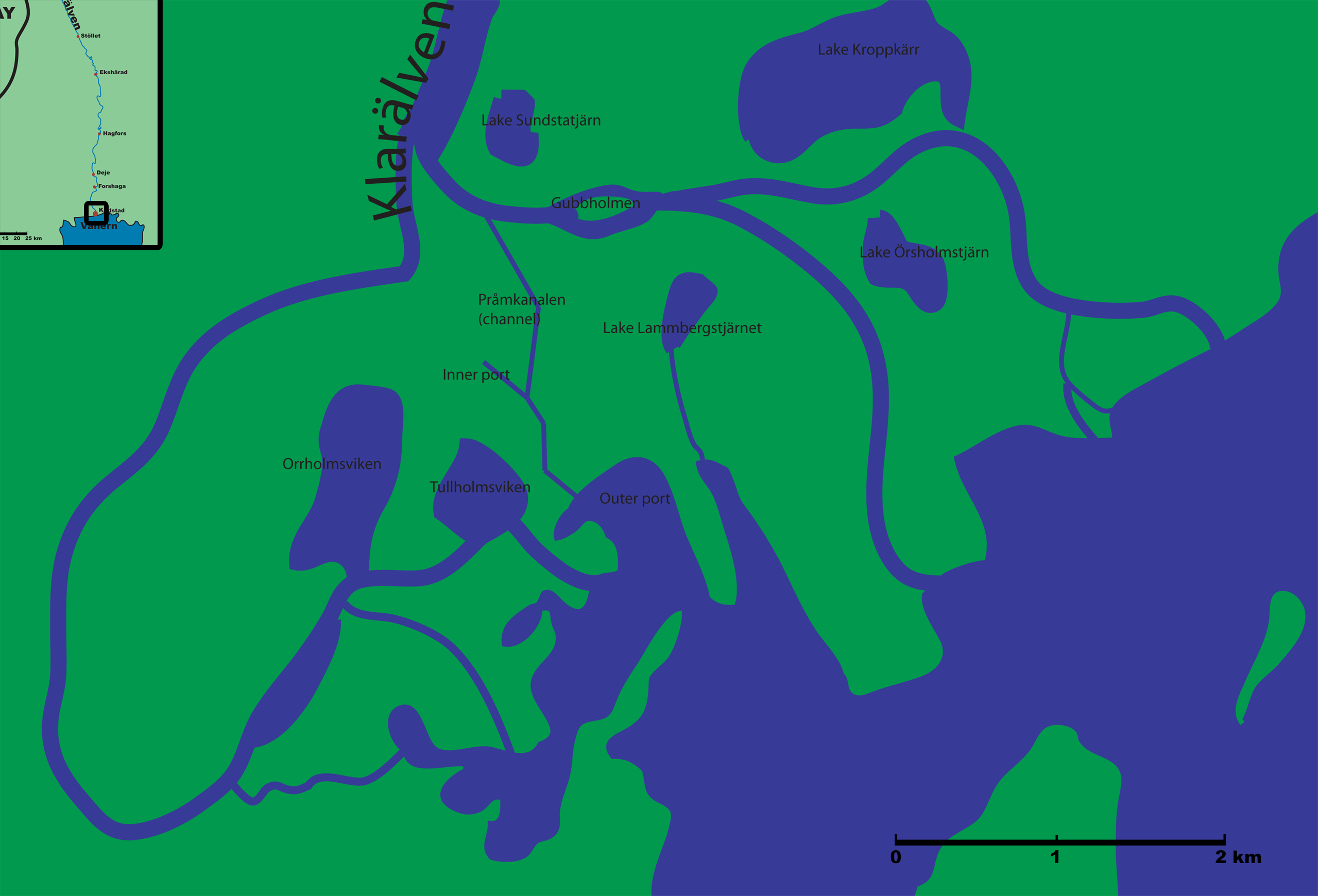
Carte du delta du Klarälven sur lequel la ville est construit.

Karlstad est située près du centre de la Suède, à 308 km de Stockholm et 248 km de Göteborg.
La ville est construite sur le delta du fleuve Klarälven (170 m3/s) dans le lac Vänern, plus grand lac de Suède. Le fleuve constitue avec le lac et son émissaire le Göta älv le plus long fleuve de Scandinavie, avec une longueur totale de 460 km. Le delta en lui-même est constitué de nombreuses branches, ce qui donne une physionomie particulière à la ville.

### Climat
Le climat de Karlstad est classé Dfb selon la classification de Köppen. Tout comme pour le lac Mälaren, la région du lac Vänern possède un ensoleillement supérieur aux régions alentour, et compte parmi les plus ensoleillées de Suède, ce qui est probablement une des raisons pour lesquelles le symbole de Karlstad est un soleil souriant.
| Mois                              | jan. | fév. | mars | avril | mai  | juin | jui. | août | sep. | oct. | nov. | déc. | année |
| --------------------------------- | ---- | ---- | ---- | ----- | ---- | ---- | ---- | ---- | ---- | ---- | ---- | ---- | ----- |
| Température minimale moyenne (°C) | −8   | −8   | −5   | −1    | 5    | 10   | 11   | 11   | 7    | 3    | −2   | −6   | 1     |
| Température moyenne (°C)          | −4,5 | −4,4 | −0,7 | 4,1   | 10,5 | 15,2 | 16,6 | 15,6 | 11,5 | 6,8  | 1,4  | −2,8 | 5,8   |
| Température maximale moyenne (°C) | −2   | −1   | 3    | 8     | 15   | 20   | 21   | 20   | 15   | 10   | 4    | 0    | 9     |
| Ensoleillement (h)                | 47   | 77   | 133  | 180   | 246  | 284  | 264  | 225  | 152  | 94   | 56   | 43   | 1 801 |
| Précipitations (mm)               | 46,1 | 32,8 | 38,8 | 39    | 43,9 | 56,3 | 65,4 | 76,1 | 73   | 70,7 | 72,6 | 50,7 | 665,3 |

## Histoire

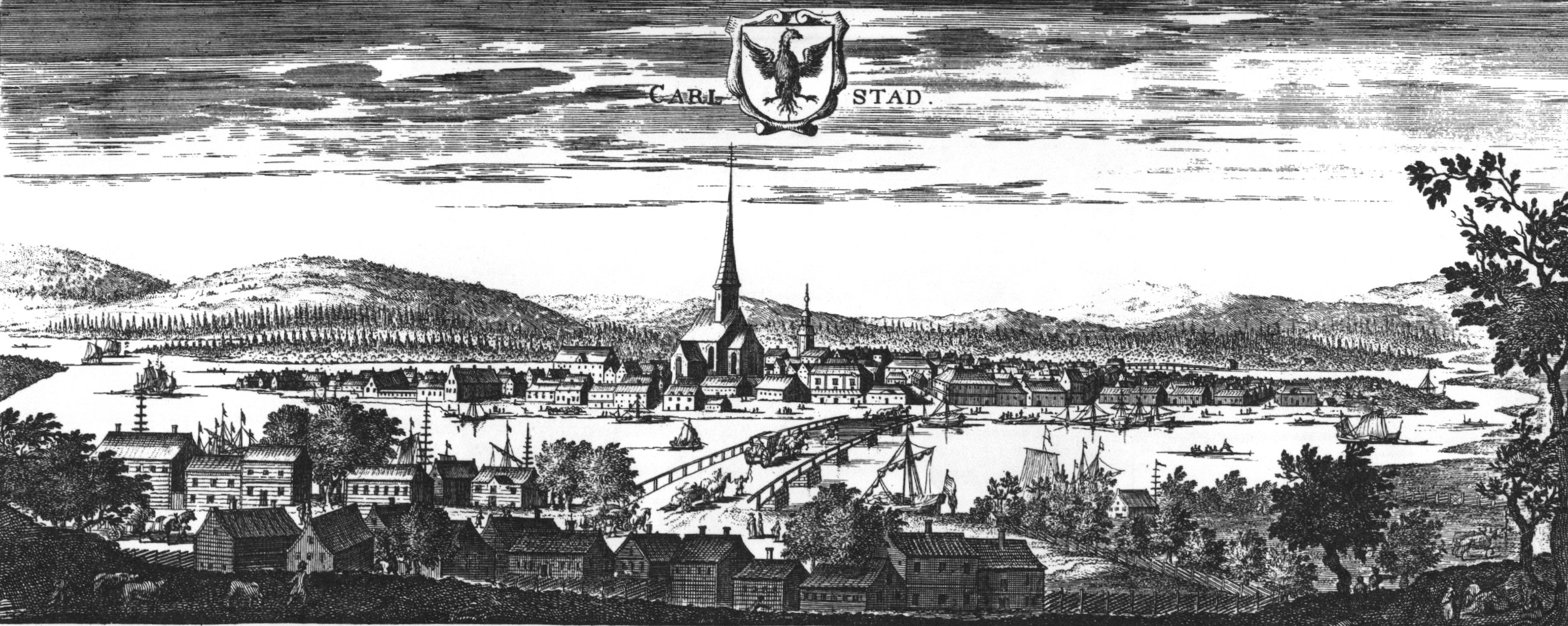
Karlstad au XVIIe siècle, Suecia Antiqua et Hodierna.

Karlstad fut fondée en 1584 par le futur roi Charles IX de Suède, qui lui donna son nom (Karlstad signifie ville de Charles). Auparavant, sur l'emplacement de la ville se trouvait Tingvalla, qui était une place marchande ainsi qu'un Thing. La ville n'avait alors que 150 habitants. La position stratégique de la ville sur le lac lui permit de se développer avec en particulier l'export du bois et du fer de la région vers Göteborg. La ville devint le siège d'un évêché en 1647 grâce à Christine de Suède. En 1779, le comté de Värmland fut séparé de celui d'Örebro, et son siège devint alors Karlstad.
Le commerce fut dynamisé par la construction du canal Göta au début des années 1800. Malheureusement, le 2 juillet 1865, la ville partit presque entièrement en cendres dans un important incendie : seuls 7 bâtiments survécurent. La ville fut alors reconstruite avec des larges allées bordées d'arbres. En 1905, c'est dans la ville de Karlstad que fut dissoute l'union personnelle Suède-Norvège, qui avait commencé en 1814.
La ville est depuis 1999 une ville universitaire.

## Population et société

### Démographie
À partir de sa fondation, la population de la ville commença à croître. Cette croissance s'accéléra vers la fin du XIXe siècle, mais stagna sensiblement entre 1965 et 1990, avant de reprendre de nouveau. La ville est actuellement 17e plus grande ville de Suède.
| 1610 | 1650 | 1690 | 1730  | 1770  | 1810  | 1850  | 1890  | 1930   | 1950   |
| ---- | ---- | ---- | ----- | ----- | ----- | ----- | ----- | ------ | ------ |
| 284  | 559  | 760  | 1 199 | 1 501 | 2 219 | 3 807 | 8 716 | 20 911 | 34 080 |

| 1960   | 1965   | 1970   | 1975   | 1980   | 1990   | 1995   | 2000   | 2005   | 2010   |
| ------ | ------ | ------ | ------ | ------ | ------ | ------ | ------ | ------ | ------ |
| 42 710 | 47 955 | 52 044 | 51 243 | 51 867 | 52 933 | 55 482 | 56 480 | 58 544 | 61 685 |

### Éducation

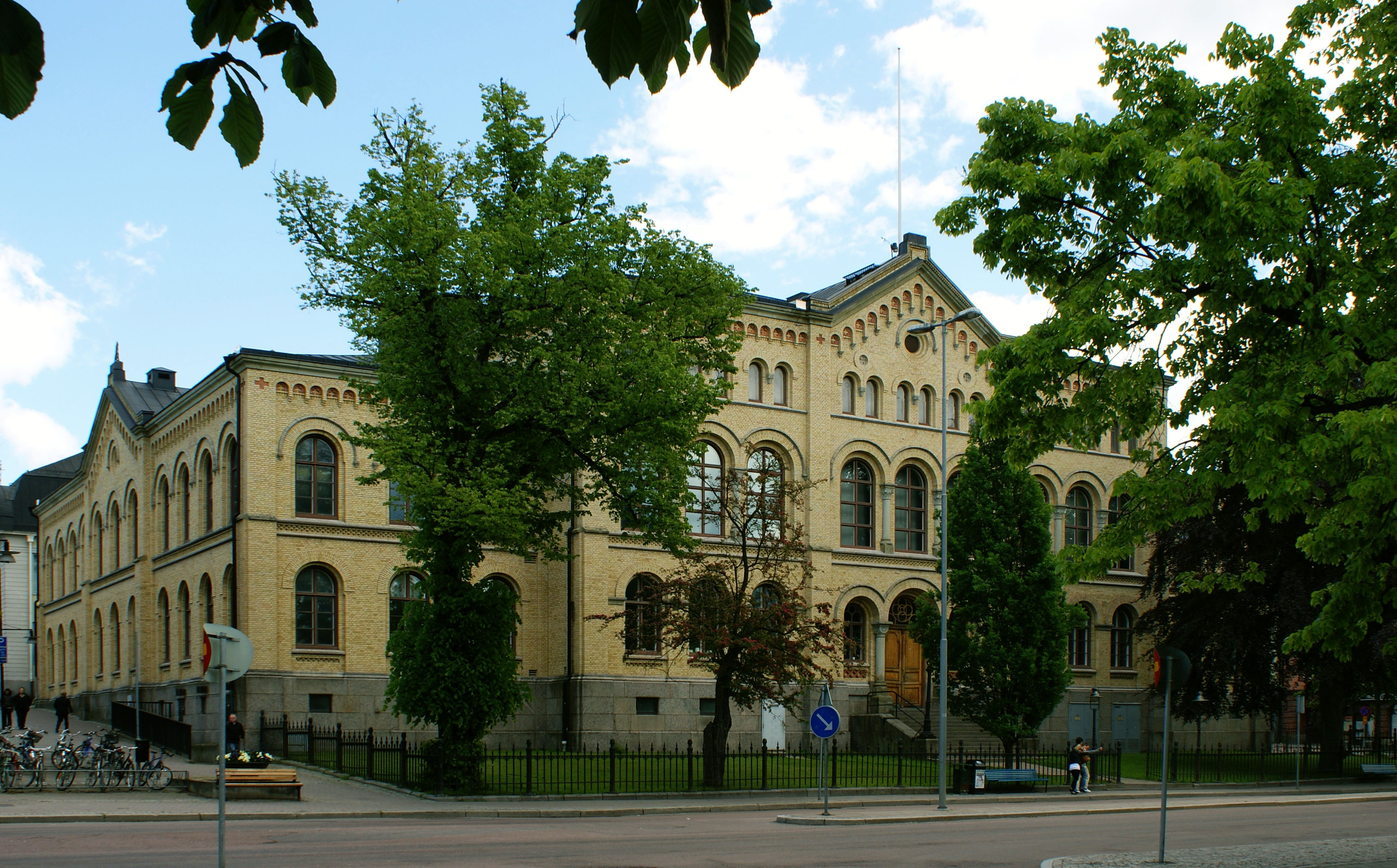
Tingvallagymnasiet, plus ancienne école de Karlstad.

Karlstad reçut sa première école à peine deux ans après sa fondation, en 1586. Cette école existe encore, sous le nom Tingvallagymnasiet.
En ce qui concerne l'éducation supérieure, des cours commencèrent en 1967 sous la supervision de l'université de Göteborg, ce qui aboutit en 1977 à la fondation d'un collège universitaire indépendant. Ce collège obtint le statut d'université en 1999, et prit le nom université de Karlstad. Cette université compte 12 000 étudiants et environ 1 000 employés.

### Santé
La ville dispose d'un hôpital depuis 1733. À cette époque, les soins étaient dispensés dans le manoir qu'avait fait construire Charles IX, à l'emplacement de l'actuelle cathédrale. De nos jours, Karlstad possède un important hôpital : Centralsjukhuset i Karlstad, qui fait à la fois office d'hôpital régional et d'hôpital local. Cet hôpital emploie 3 200 personnes.

## Économie
L'économie de la ville repose encore en partie sur l'industrie du bois, organisée dans le Värmland en une grappe d'entreprise appelée The Paper Province, qui représente 30 % du papier d'emballage produit dans le pays. Ainsi, Metso, par exemple, est le deuxième plus important employeur privé de la commune avec 800 employés. Mais la ville s'est aussi fortement développée dans le secteur des hautes technologies, et en particulier des technologies de l'information. Ainsi, parmi les principaux employeurs de la commune se trouvent Tieto (460 employés), TeliaSonera (310 employés) et Logica (180 employés).

## Transport

### Transport routier
La ville est le cœur des transports dans la région. Elle est, par exemple, traversée par la route européenne 18, reliant Stockholm à Oslo en passant par Västerås et Örebro. De plus, la route européenne 45, en provenance de Göteborg, passe juste à l'ouest de la ville. Elle est enfin le point de départ de trois routes nationales: les routes 61, 62 et 63.

### Transport ferroviaire

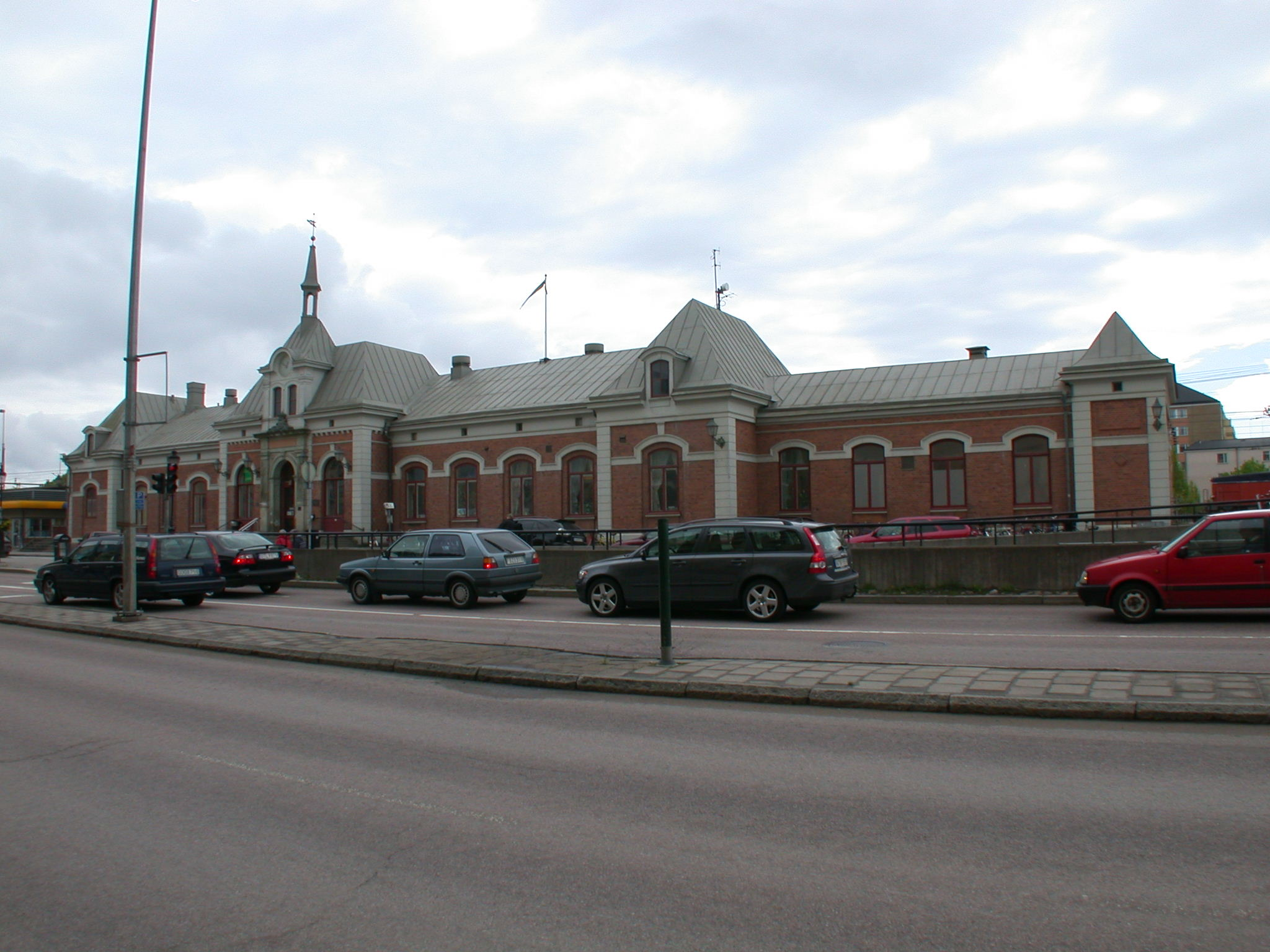
La gare centrale de Karlstad.

Après l'ouverture de la ligne Södra stambanan entre Malmö et Stockholm, et Västra stambanan (sv) entre Göteborg et Stockholm dans les années 1850-1860, il fut décidé de relier Stockholm à Oslo (alors appelée Christiana), la Norvège appartenant alors à la Suède. La ligne, alors nommée Nordvästra stambanan atteint Karlstad en 1869, et fut achevée en 1871.
De nos jours, le trajet Stockholm-Karlstad prend environ 2 h 30 en X2000, ou 3 h avec les trains intercité, et la liaison avec Oslo met elle aussi 3 h. Il y a environ 1 train toutes les deux heures entre Stockholm et Karlstad, et 1 train toutes les 3 h entre Karlstad et Oslo.

### Port
Le port de Karlstad est le troisième plus important port du lac Vänern en termes de quantité de marchandises, s'étant fait dépasser en 2009 par Lidköping.
Il existe un service de bateau-bus avec sept lignes en 2010.

### Transport aérien
La ville possède un aéroport, situé depuis 1997 à 18 km au nord-ouest du centre-ville. La compagnie Skyways dessert régulièrement l'aéroport de Stockholm-Arlanda et l'aéroport de Copenhague depuis Karlstad, mais il y a aussi des liaisons saisonnières vers d'autres destination. Il a vu transiter 84 880 passagers en 2009, pour moitié pour des liaisons domestiques, pour moitié vers d'autres destinations européennes.

## Culture et patrimoine
Du fait de l'incendie de 1865, la plupart des bâtiments de la ville ont été détruits. Parmi les 7 bâtiments qui survécurent se trouve la cathédrale de Karlstad, qui fut endommagée mais dont la structure avait résisté, et qui fut donc simplement réparée. Elle avait été construite en 1730, la précédente ayant brûlé en 1719. Parmi les éléments qui résistèrent à l'incendie, notons aussi le pont de l'est, construit entre 1761 et 1811, qui est le plus long pont à arches en pierre de Suède, avec 168 m de long.

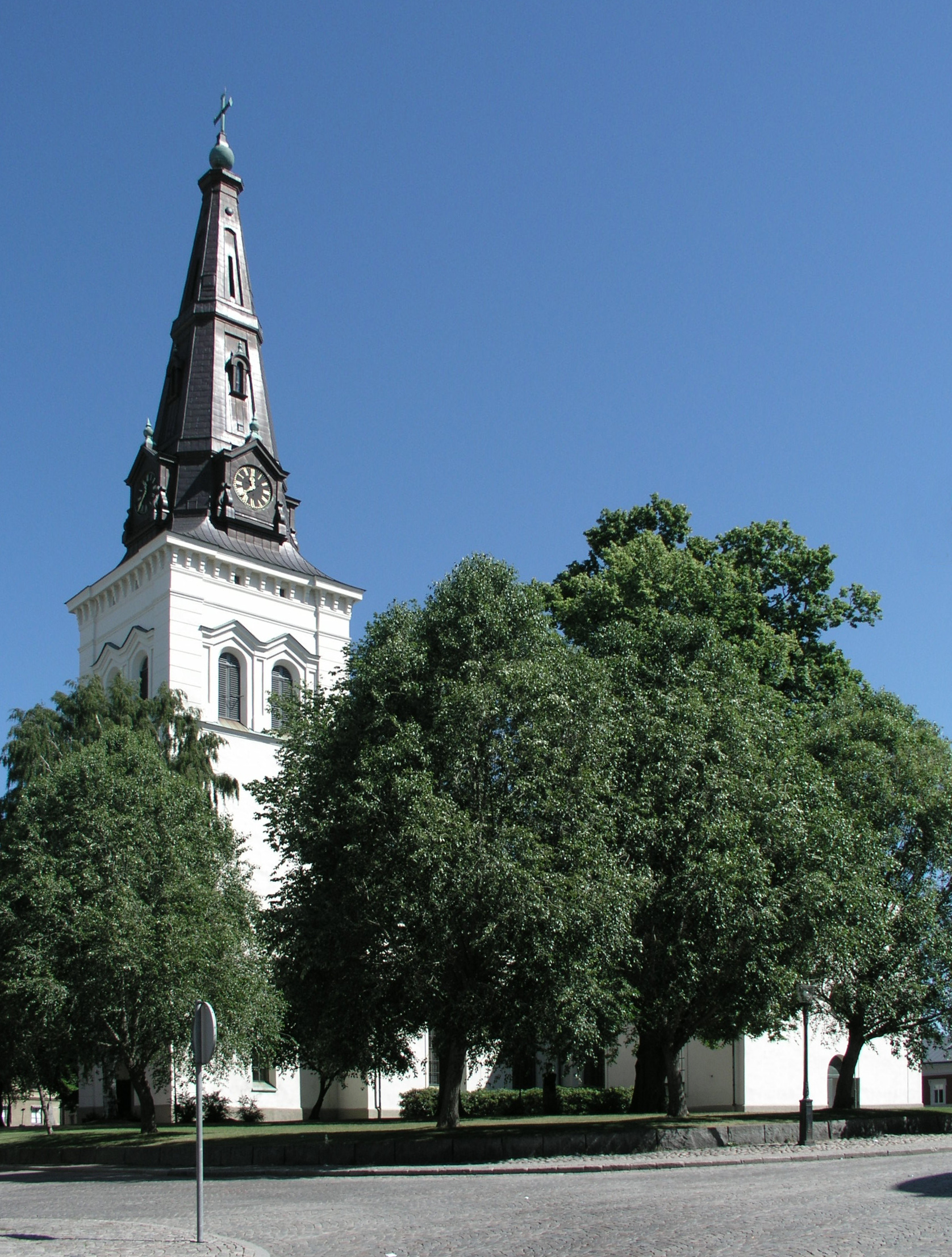
La cathédrale de Karlstad.
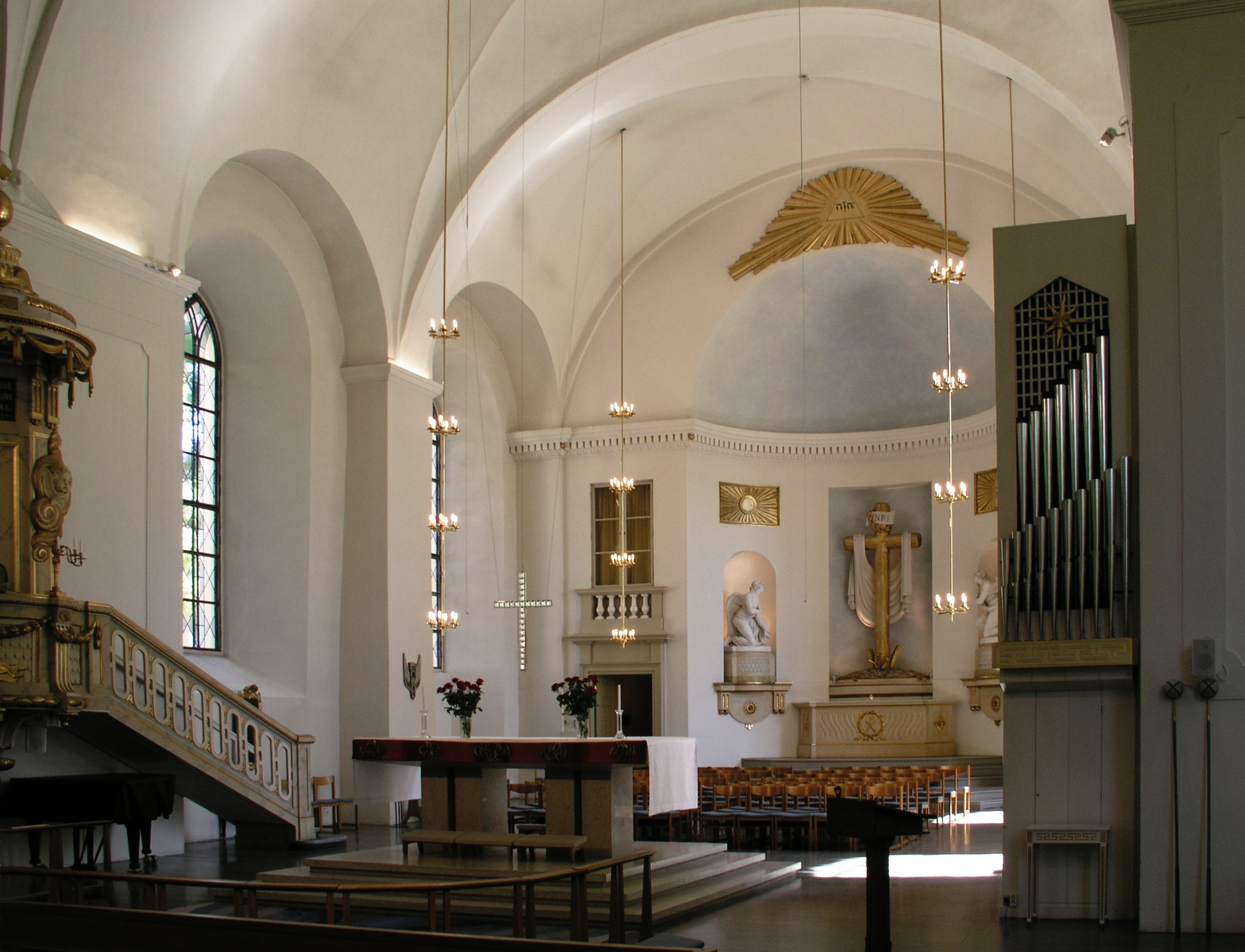
L'intérieur de la cathédrale.
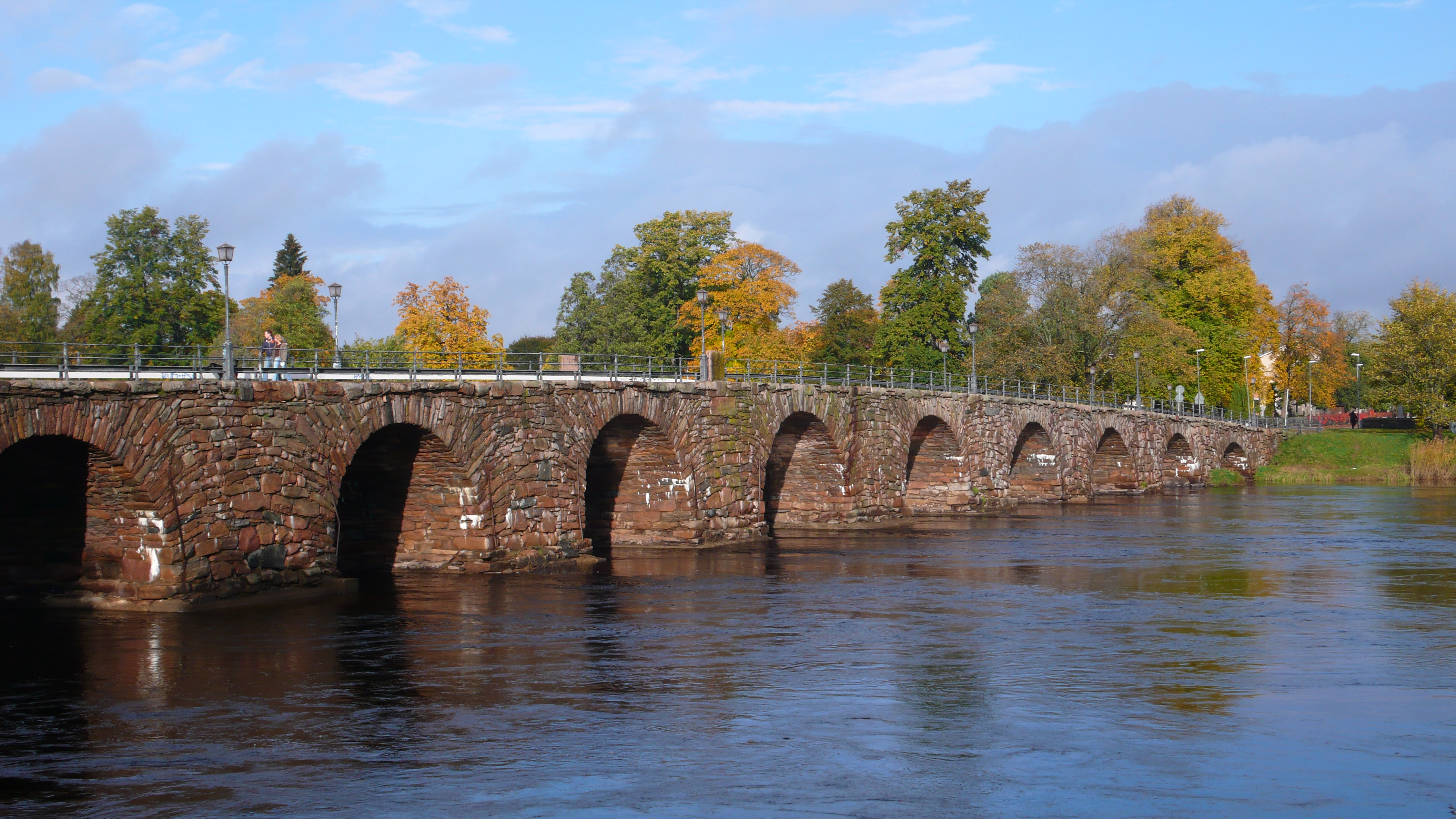
Le pont de l'Est.
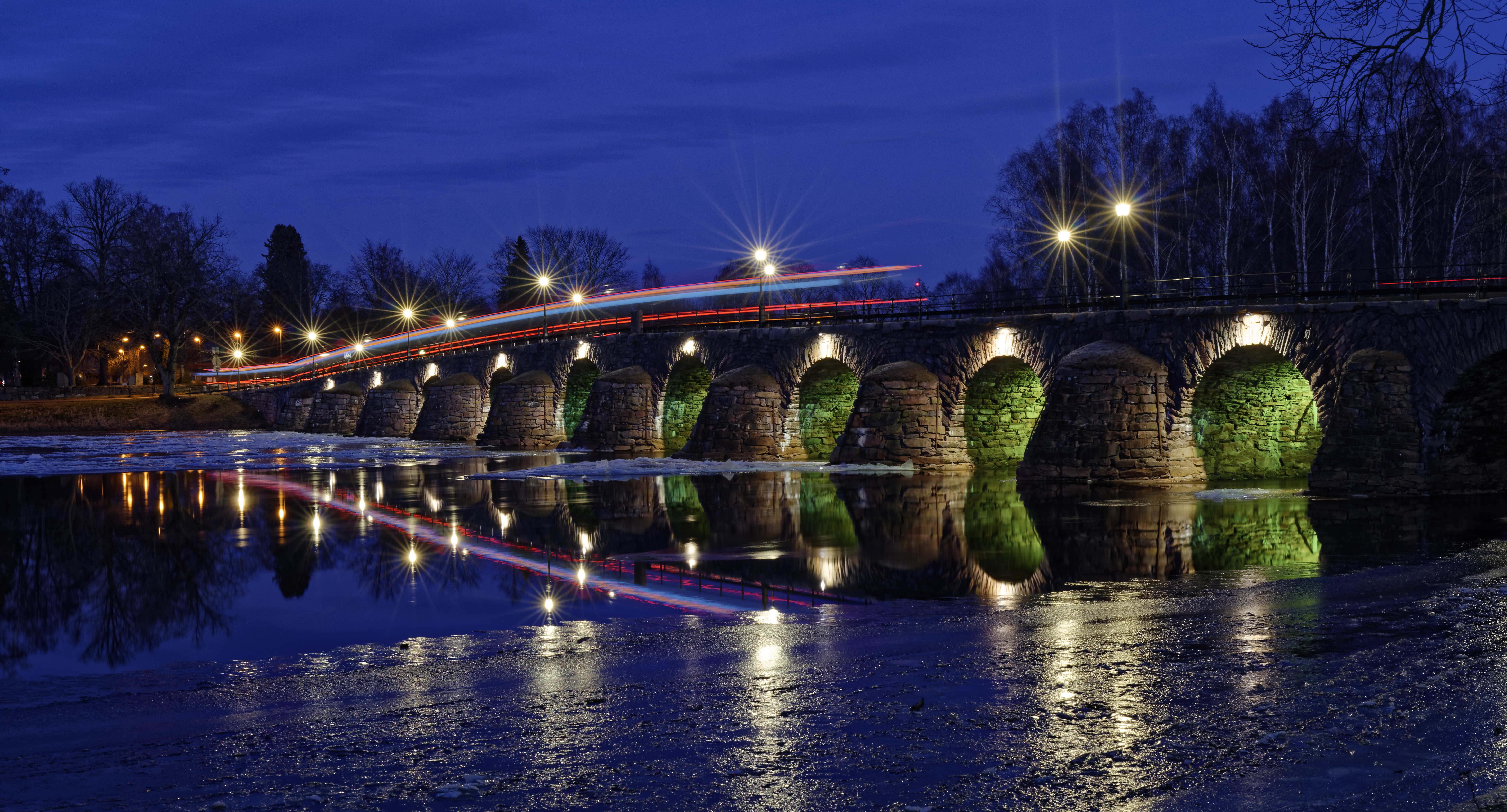
Le pont la nuit.

L'hôtel de ville fut l'un des premiers bâtiments construits après l'incendie, achevé en 1869. C'est à cette même année que fut construit le bâtiment Frimurarlogens hus, qui est important historiquement, étant le bâtiment dans lequel l'union entre la Suède et la Norvège fut rompue en 1905.

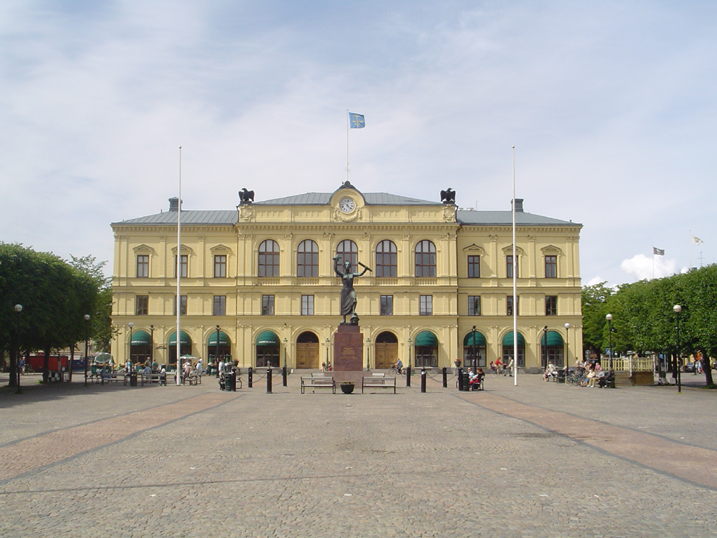
L'hôtel de ville.
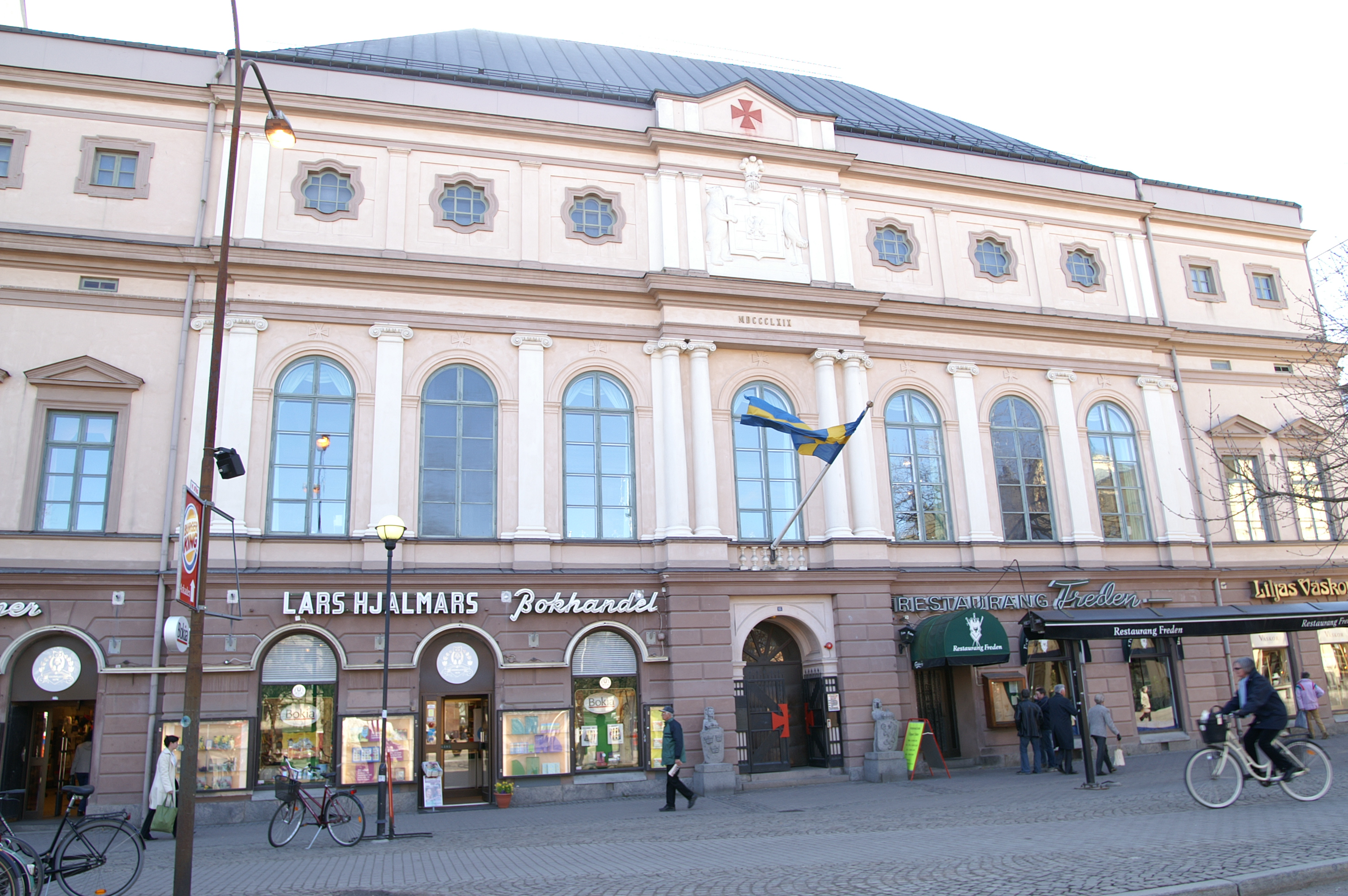
Frimurarlogens hus.

De nos jours, le symbole de la ville est la statue de Sola à Karlstad, dévoilée en 1985. Il s'agit d'une statue de Eva Lisa Holtz, née en 1739, serveuse à Karlstad réputée pour son enthousiasme et sa bonne humeur qui lui ont valu le nom de soleil (sola). Pendant longtemps, l'histoire de sola s'est transmise comme une légende, mais des fouilles effectuées en centre-ville tendraient à donner du crédit à cette histoire

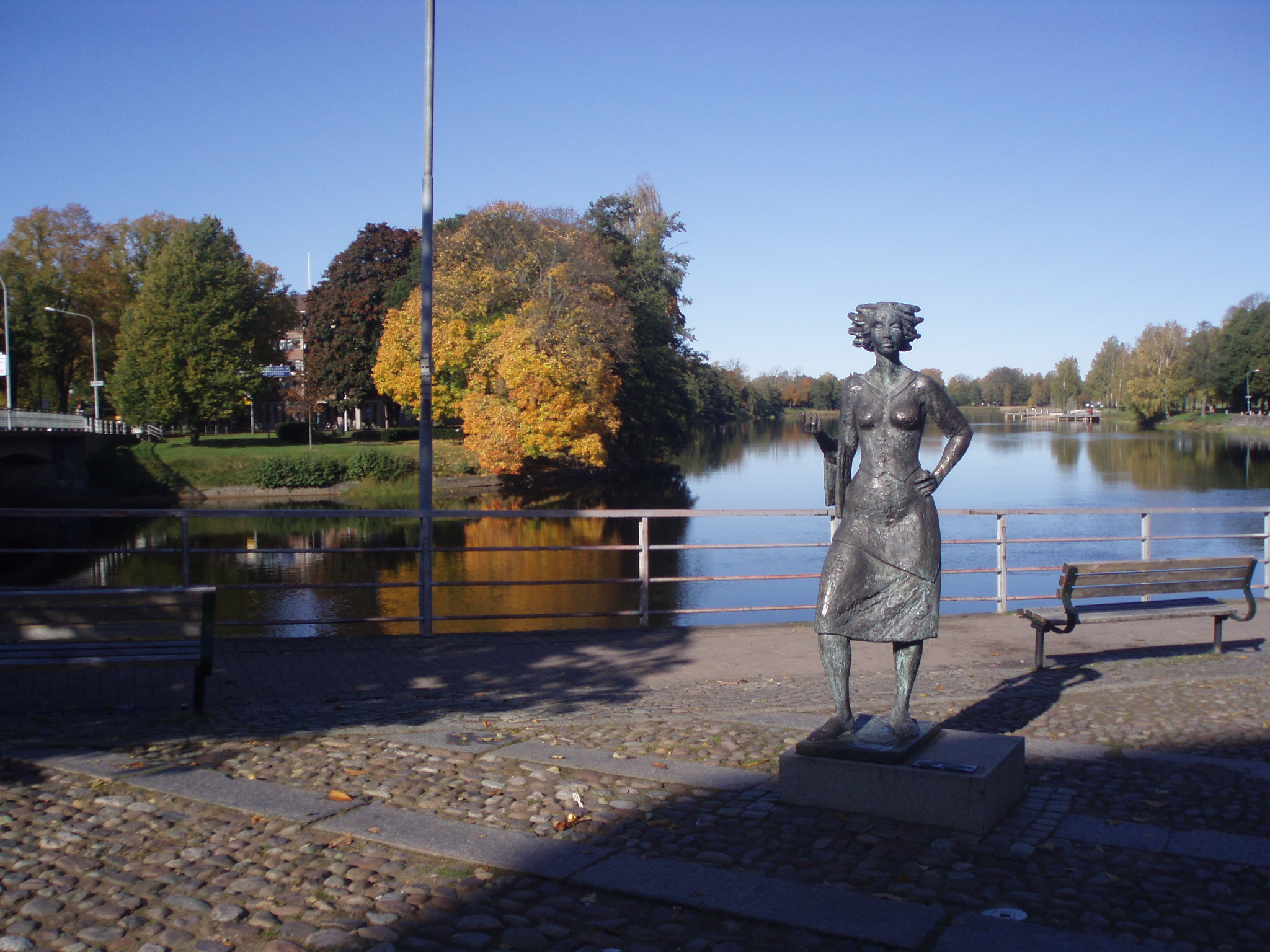
La statue Sola à Karlstad, un des symboles de la ville.